# Carl Gustav von Wolffradt (General)
Carl Gustav von Wolffradt, auch Carl Gustaf Wulfrath, (* 1672 in Lüssow; † 1741 ebenda) war Generalleutnant in schwedischen Diensten und Festungskommandant von Stralsund.

## Leben
Carl Gustav von Wolffradt war Angehöriger der adligen Familie von Wolffradt. Er war der vierte Sohn des schwedisch-pommerschen Regierungsrates Hermann von Wolffradt und der Christine Rehnskiöld. Er trat in schwedische Militärdienste und war 1699 Hauptmann bei den Rehnskiöldschen Dragonern. 1704 wurde er Major im  Pommerschen Kavallerieregiment, in dem er später zum Oberstleutnant und 1712 zum Oberst befördert wurde. Im selben Jahr nahm er mit der Westgiötha Cavallerie an der Schlacht bei Gadebusch teil. 1713 wurde er zum Generalmajor befördert. Die Beförderung zum Generalleutnant und Kommandanten der Festung Stralsund erfolgte 1723.

## Familie
Carl Gustav von Wolffradt war zweimal verheiratet. Der ersten Ehe mit Magdalena Sibilla von Eickstedt, verwitwete von der Osten, entstammten drei Töchter und vier Söhne. Aus der zweiten Ehe mit Adelheid Tugendreich von Arnim, verwitwete von Bonin, gingen fünf Söhne hervor. Darunter war der spätere preußische General der Kavallerie Erich Magnus von Wolffradt (1735–1799).

## Besitz
1706 wurde der vom Vater ererbte Besitz unter Carl Gustav und seinen drei älteren Brüdern aufgeteilt. Er erhielt Lüssow und die Anteile in Ranzin und Schlatkow. Nachdem der letzte seiner Brüder, Behrend Christoph, 1732 gestorben war, wurde der gesamte Familienbesitz in seiner Hand vereinigt. Nach seinem Tod erhielten die drei überlebenden Söhne aus erster Ehe das verpfändete Gut Schmatzin, die fünf aus der zweiten Ehe Lüssow, das verpfändete Gut Owstin und den Anteil in Polzin.